# Isseksi
Isseksi (en àrab إسكسي, Isaksī; en amazic ⵉⵙⴽⵙⵉ) és una comuna rural de la província d'Azilal, a la regió de Béni Mellal-Khénifra, al Marroc. Segons el cens de 2014 tenia una població total de 1.674 persones.